# Lambunao
Lambunao is een gemeente in de Filipijnse provincie Iloilo op het eiland Panay. Bij de laatste census in 2010 telde de gemeente ruim 69 duizend inwoners.

## Geografie

### Bestuurlijke indeling
Lambunao is onderverdeeld in de volgende 73 barangays:
| - Agsirab - Agtuman - Alugmawa - Badiangan - Bogongbong - Balagiao - Banban - Bansag - Bayuco - Binaba-an Armada - Binaba-an Labayno - Binaba-an Limoso - Binaba-an Portigo - Binaba-an Tirador - Bonbon - Bontoc - Buri - Burirao - Buwang - Cabatangan - Cabugao - Cabunlawan - Caguisanan - Caloy-Ahan - Caninguan | - Capangyan - Cayan Este - Cayan Oeste - Corot-on - Coto - Cubay - Cunarum - Daanbanwa - Gines - Hipgos - Jayubo - Jorog - Lanot Grande - Lanot Pequeño - Legayada - Lumanay - Madarag - Magbato - Maite Grande - Maite Pequeño - Malag-it - Manaulan - Maribong - Marong | - Misi - Natividad - Pajo - Pandan - Panuran - Pasig - Patag - Poblacion Ilawod - Poblacion Ilaya - Poong - Pughanan - Pungsod - Quiling - Sagcup - San Gregorio - Sibacungan - Sibaguan - Simsiman - Supoc - Tampucao - Tranghawan - Tubungan - Tuburan - Walang |

## Demografie
Lambunao had bij de census van 2010 een inwoneraantal van 69.023 mensen. Dit waren 5.723 mensen (9,0%) meer dan bij de vorige census van 2007. Ten opzichte van de census van 2000 was het aantal inwoners gegroeid met 7.939 mensen (13,0%). De gemiddelde jaarlijkse groei in die periode kwam daarmee uit op 1,23%, hetgeen lager was dan het landelijk jaarlijks gemiddelde over deze periode (1,90%).

De bevolkingsdichtheid van Lambunao was ten tijde van de laatste census, met 69.023 inwoners op 407,09 km², 169,6 mensen per km².